# Pipunculus wolfii
Pipunculus wolfii är en tvåvingeart som beskrevs av Kowarz 1887. Pipunculus wolfii ingår i släktet Pipunculus och familjen ögonflugor.
Artens utbredningsområde är Tjeckien. Inga underarter finns listade i Catalogue of Life.